# Sistema di comando e controllo

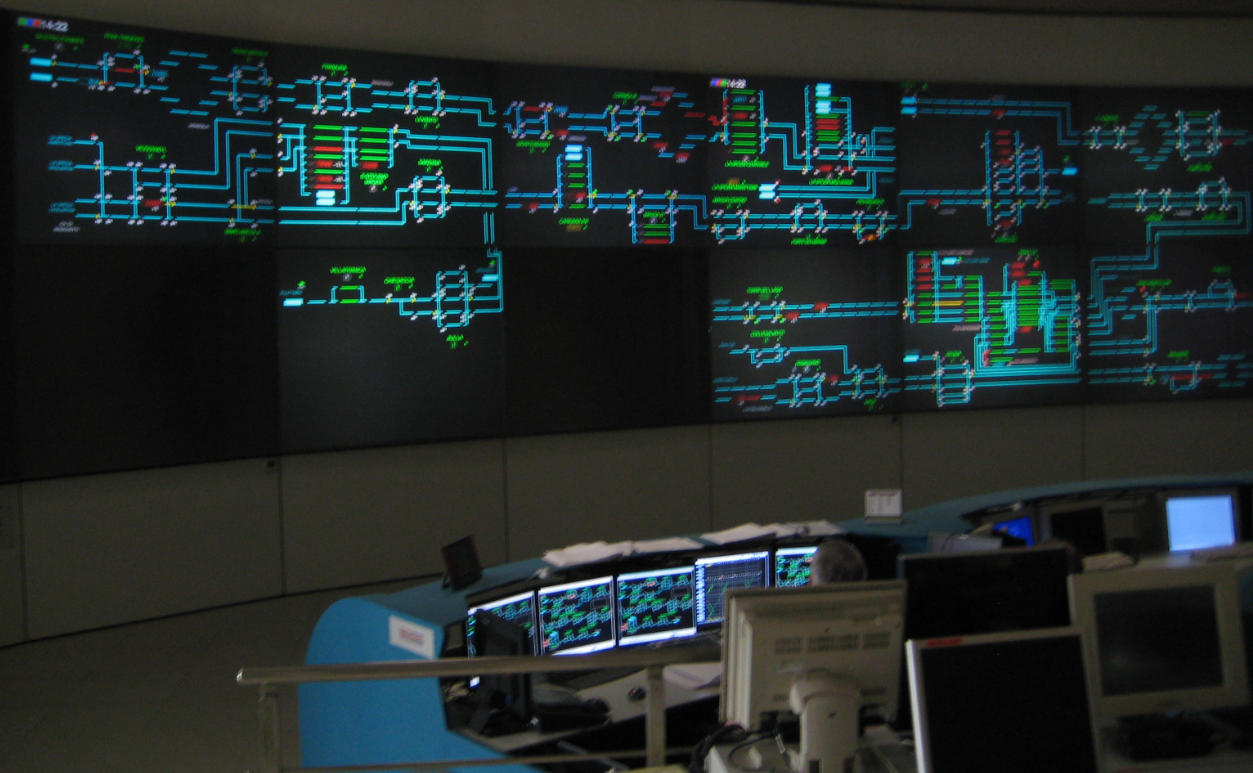
Esempio di sala SCC

Il sistema di comando e controllo, comunemente detto SCC, è un sistema di regolazione della circolazione ferroviaria sia nelle linee più importanti di una rete che nei nodi, le aree ferroviarie all'interno di insediamenti metropolitani.

## Caratteristiche
Il sistema rappresenta un'importante evoluzione tecnologica del precedente e più semplice CTC e permette l'integrazione in un unico posto del controllo e del comando della circolazione dei treni su un vasto numero di linee e nodi ferroviari, comprendendo le apparecchiature di blocco automatico, l'azionamento dei deviatoi, dei passaggi a livello ed inoltre del rilevamento della temperatura delle boccole dei rotabili circolanti, della videosorveglianza degli impianti, degli annunci sonori e visivi dei passaggi dei treni. Il sistema oltre ad essere coordinato con gli altri SCC della rete è provvisto di dispositivi di registrazione delle comunicazioni tra personale di bordo e posto centrale.
Nel SCC le attività di comando, controllo, coordinamento e comunicazione verso le stazioni dell'Area Controllata, sono elaborate presso il Posto Centrale, dove sono riposte tutte le funzioni, l'organizzazione e le relative tecnologie, questo permette un incremento operazionale della rete controllata anche del 50%.
Questo sistema di controllo, a causa degli elevati costi d'impianto, al momento non viene applicato spesso sulle linee a scarso traffico e a binario unico, che continuano a essere gestite con i sistemi CTC (Centralized Traffic Control), bensì è riservato soprattutto alle linee a doppio binario e ad alta densità e promiscuità di traffico.

## In Italia
Lo sviluppo di questo sistema è iniziato sulla rete italiana nel 1997. Il primo impianto è stato inaugurato l'8 luglio 2002 a Pisa dove è stato installato un SCC in grado di controllare e comandare il traffico dalla stazione di Sestri Levante alla stazione di Maccarese, la linea Pontremolese, il nodo di Lucca e la Pisa-Empoli. L'impianto di Pisa impegna una ventina di operatori nella grande sala-controllo dotata di 80 m2 di pannelli luminosi sui quali dei proiettori a retroproiezione proiettano la rappresentazione delle linee. 
Gli alti costi di gestione di questa tecnologia, specialmente legate al rimpiazzo preventivo delle lampade per garantire un utilizzo senza guasti, ha fatto sì che gli ultimi DCO realizzati con questa tecnologia non fossero più dotati di tali pannelli, sostituiti da monitor TFT di grandi dimensioni sui quali vengono visualizzate le varie parti delle linee.